# St. Bonifatius (Tröchtelborn)

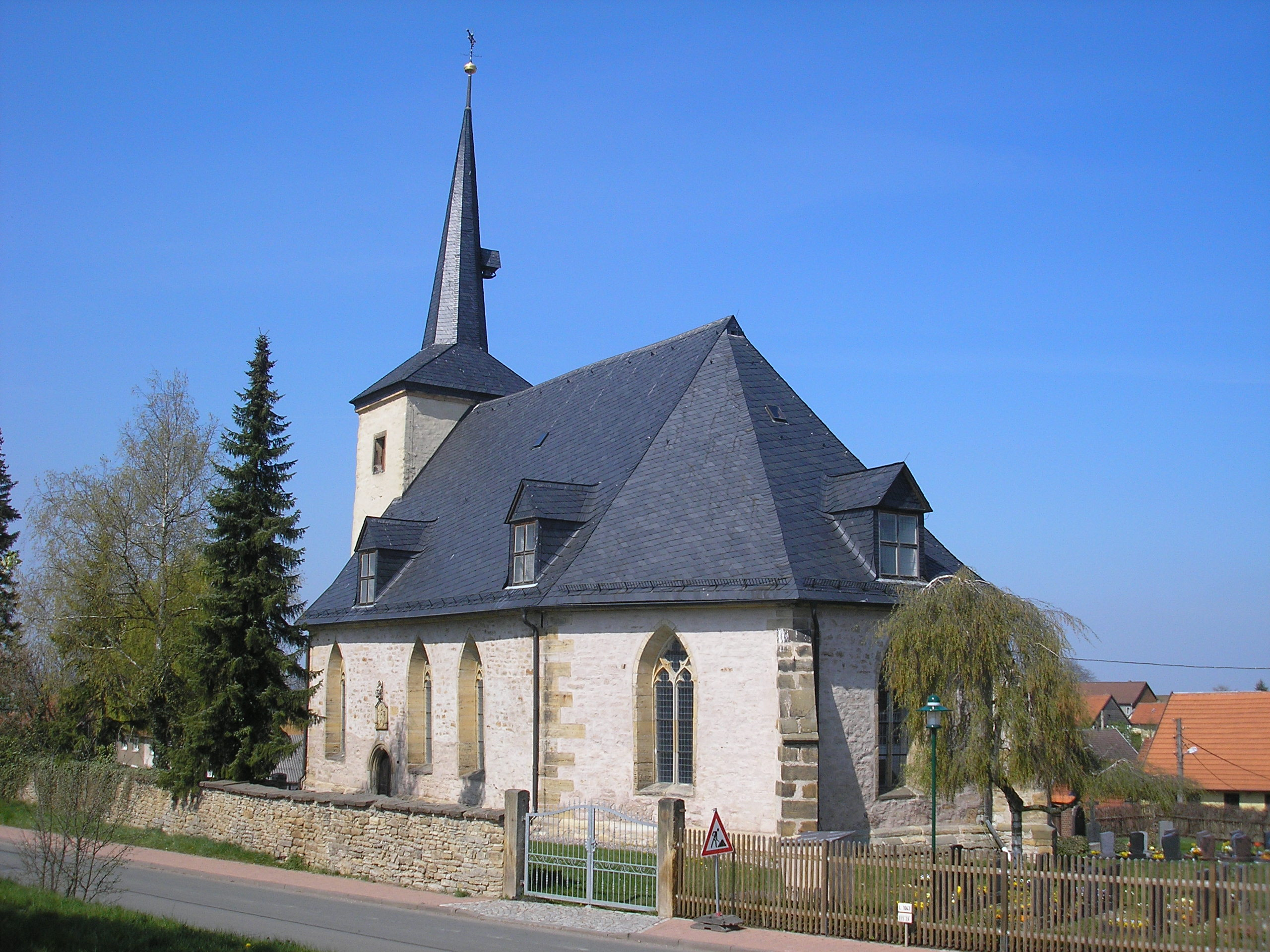
Kirche St. Bonifatius (Tröchtelborn)

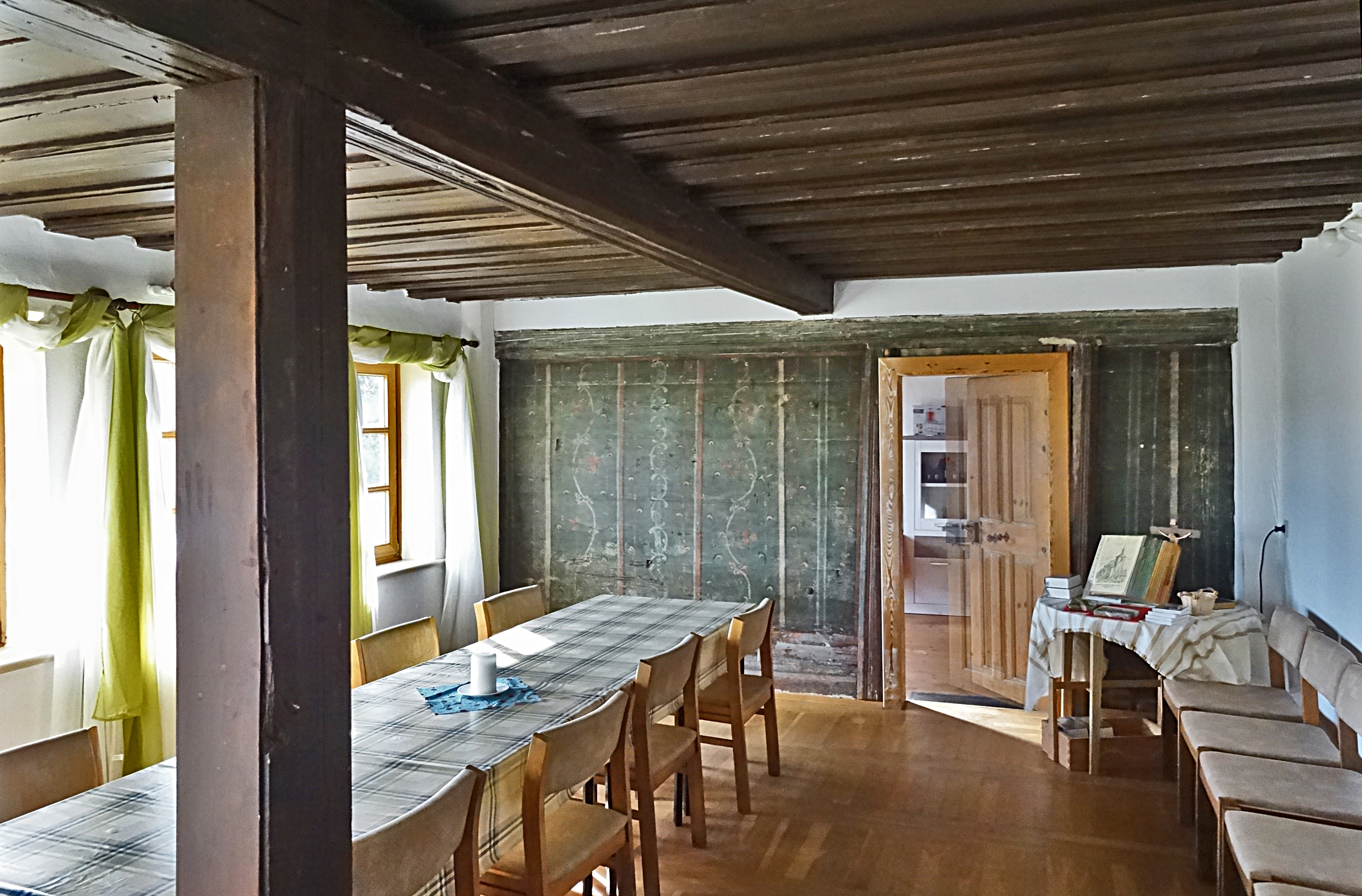
Bohlenstube im Pfarrhaus

Die evangelische Dorfkirche St. Bonifatius ist eine nachgotische Saalkirche in Tröchtelborn im Landkreis Gotha in Thüringen. Sie gehört zur Kirchengemeinde St. Bonifatius im Kirchenkreis Gotha der Evangelischen Kirche in Mitteldeutschland und ist wegen ihrer bedeutenden Barockorgel bekannt.

## Geschichte und Architektur

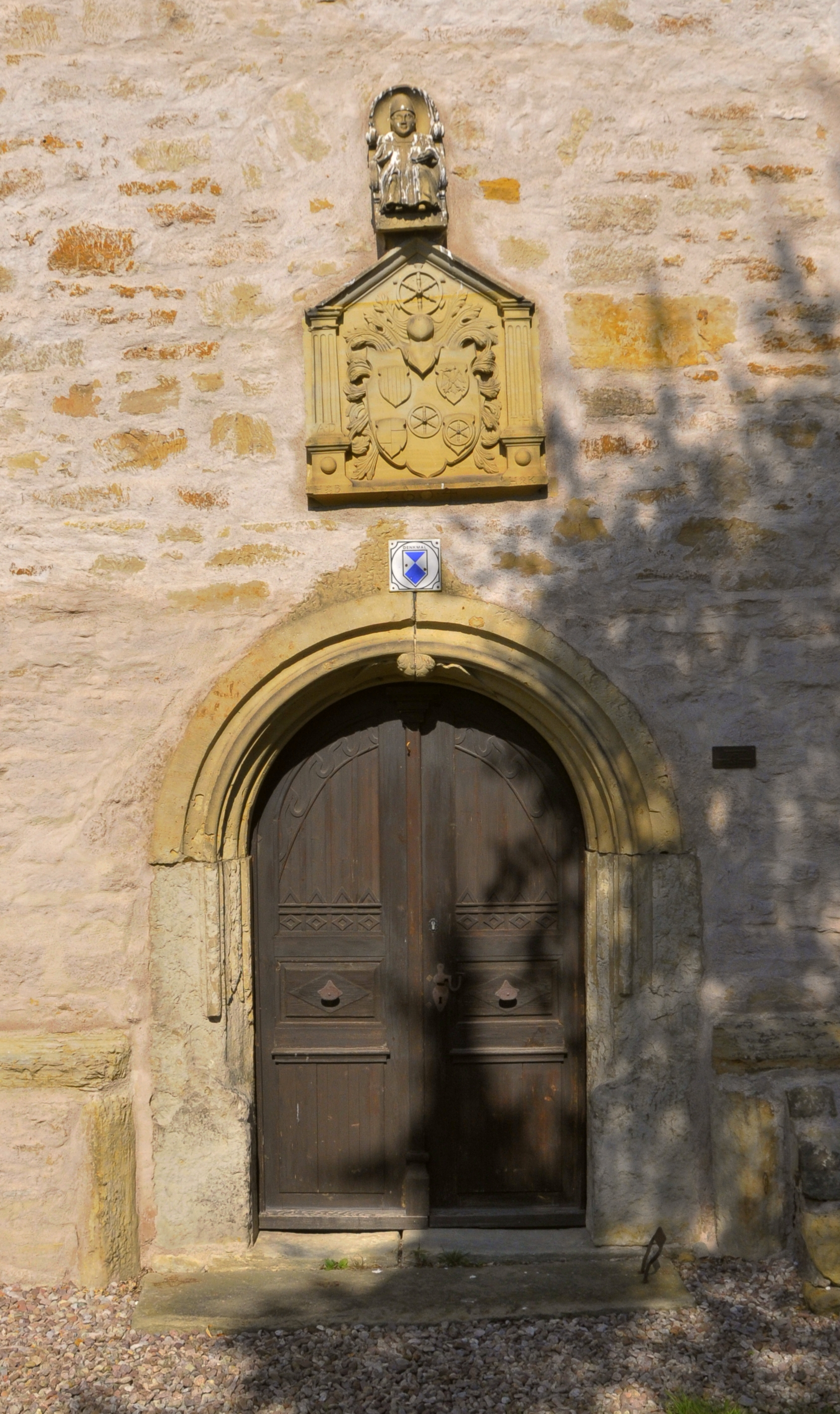
Portal

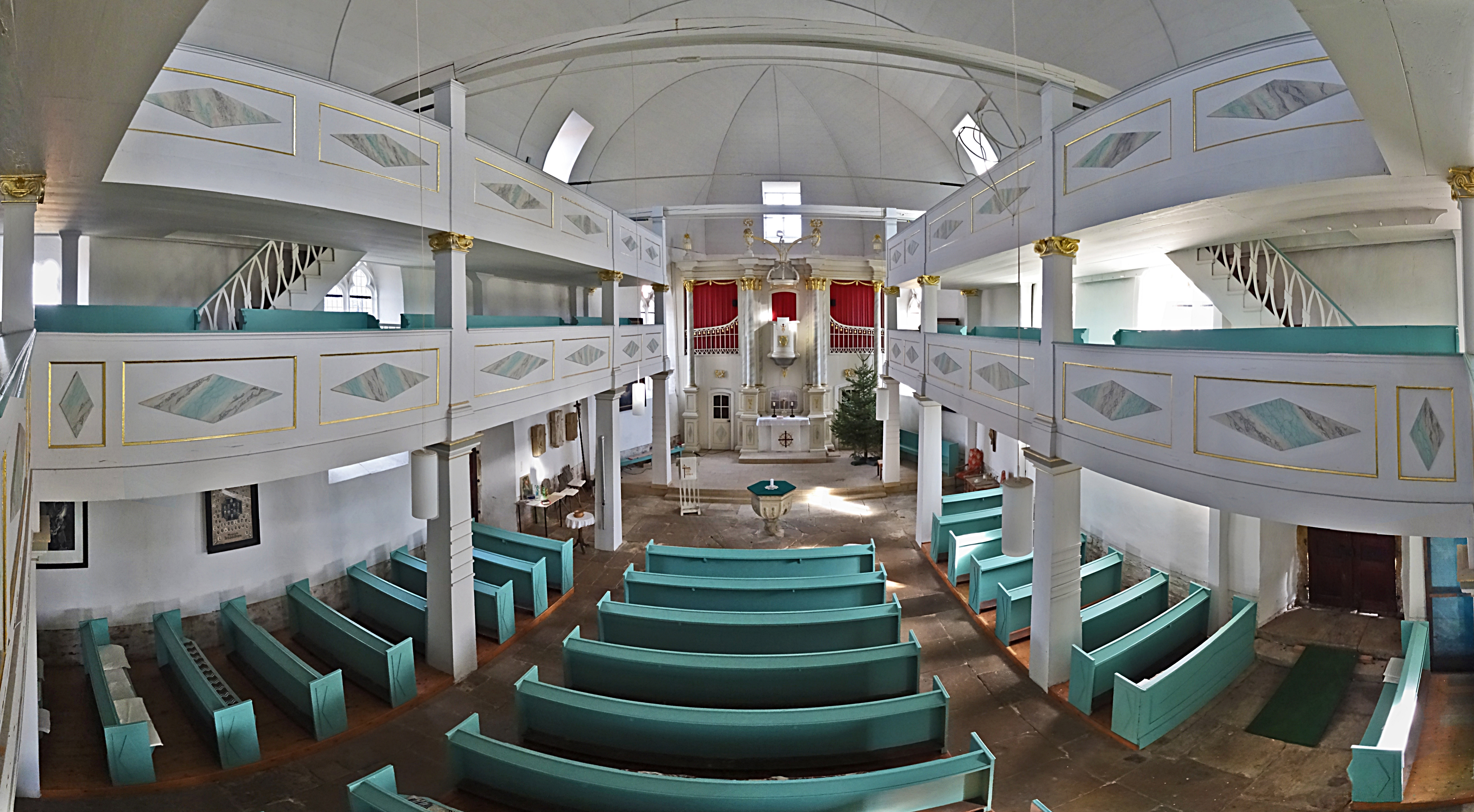
Innenansicht zum Altar hin

Die Dorfkirche Tröchtelborn ist eine Saalkirche mit Holztonne und dreiseitig geschlossenem Chor; sie stammt aus den Jahren 1603 bis 1605. Das Kirchenschiff des romanischen Vorgängerbaus aus dem 11. Jahrhundert stand auf der abgewandten Seite des Wehrturms. Die heutige Kirche wurde in einer Übergangszeit errichtet, die Baumeister wählten den Stil der Nachgotik mit filigranen Maßwerkfenstern, obwohl die Gotik zu dieser Zeit bereits etwa ein Jahrhundert nicht mehr üblich war. Die Motivation für den 1701 erfolgten Einbau zusätzlicher Strebepfeiler am Chor könnte mit statischen Erfordernissen begründet werden. Zeitgleich errichteten die Bauhandwerker einen Treppenhausanbau und die Turmspitze wurde neu gedeckt.
Im April 1945 wurde die Kirche durch Artilleriebeschuss beschädigt und nur notdürftig wieder instand gesetzt. Die westdeutsche Partnergemeinde spendierte schließlich 1984 die Schieferziegel und Kupfernägel für eine dringend notwendige neue Eindeckung des undichten Kirchendachs. Die Feuchteschäden hatten bereits vom undichten Dach auf die Holztonne übergegriffen, das Lattenwerk des Dachstuhles ließ keine handwerklich solide Befestigung der Ziegel mehr zu. Ebenso musste die Stabilität des Ringankers in Zweifel gezogen werden; am Turm zeigte sich ein großer Riss. Unter diesen Umständen musste die bereits unter Denkmalschutz stehende Kirche 1988 geräumt und nach einer Überprüfung 1990 baupolizeilich gesperrt werden. Aus Mitteln eines Notsicherungsprogramms der Thüringischen Kirchenbauverwaltung erfolgten von 1992 bis 1996 Sanierungsarbeiten, die Deutsche Stiftung Denkmalschutz beteiligte sich mit einer zusätzlichen Spende von 130.000 DM. Erste Gottesdienste waren nach der statischen Freigabe und entsprechenden Absicherungsarbeiten der Baustelleneinrichtung schon ab 1992 wieder möglich, dieser Erfolg wurde mit einem „Knopffest“ gefeiert.

## Ausstattung

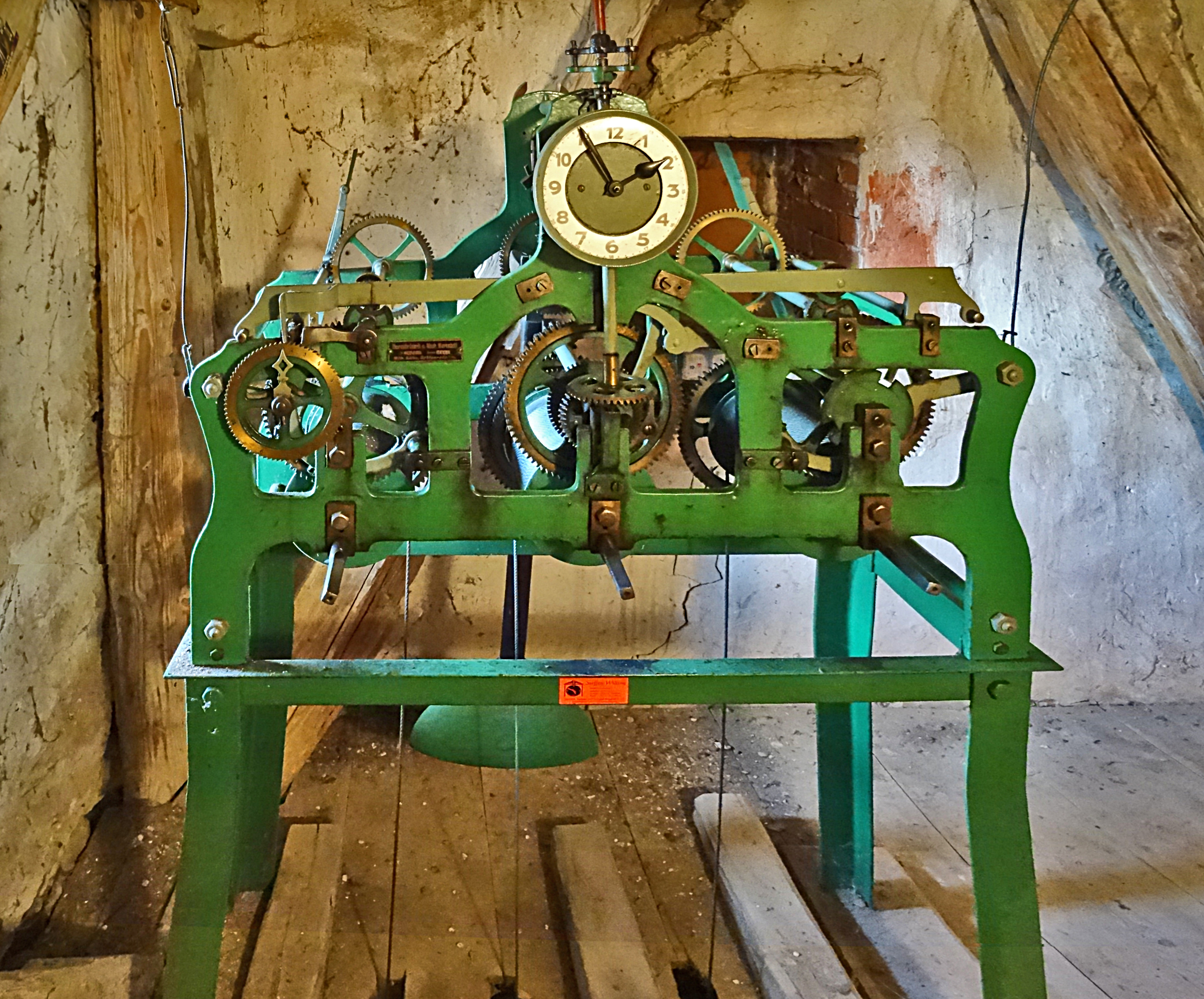
Turmuhrwerk

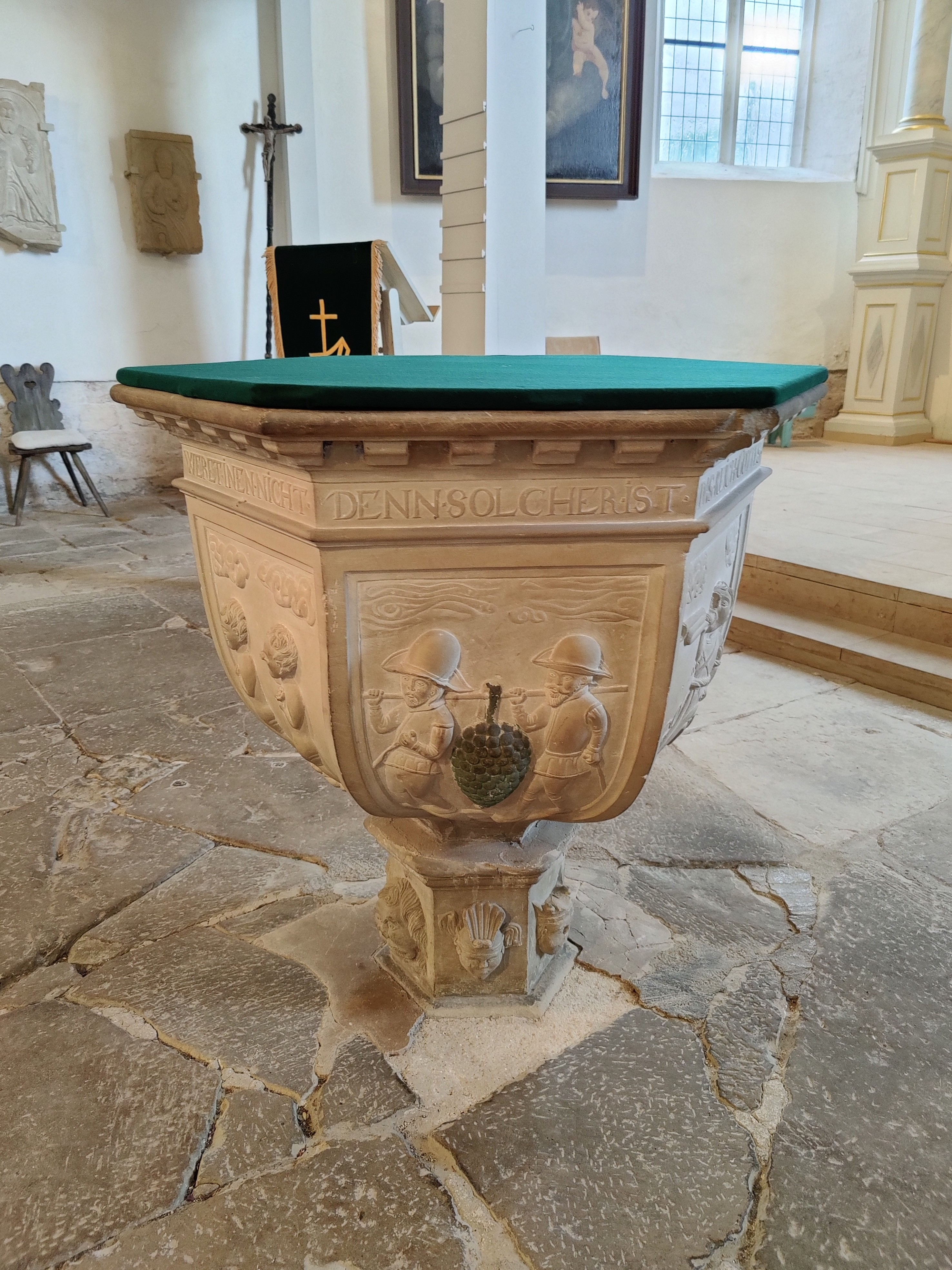
Taufstein

Die Ausstattung wurde durch Um- und Ausbauten in eine barocke Fassung überführt. Dazu gehören zwei durch Treppenstiegen erschlossene Emporen aus dem 18. Jahrhundert mit Ausmalungen, ein Taufstein aus gleicher Zeit und die weitgehend original erhaltene Orgel aus der Werkstatt des Franciscus Volckland. Der Kanzelaltar ist ein Werk aus der Mitte des 18. Jahrhunderts. Der beachtliche Taufstein vom Anfang des 17. Jahrhunderts hat ein sechsseitiges Becken und ist mit Reliefdarstellungen der Taufe Christi im Jordan, der Opferung Isaaks, des Engels des Jüngsten Gerichts, der Kundschafter aus Kanaan mit der Weintraube sowie von zwei unbekleideten Kindern und Engeln versehen. Ein Kruzifix wurde zu Ende des 14. Jahrhunderts geschaffen. Drei Sandsteinreliefs vom Anfang des 17. Jahrhunderts in der Art des Hans Friedemann des Älteren gehörten vermutlich ehemals zu einer früheren Kanzel aus dieser Zeit und zeigen die Darstellung Christi sowie die Evangelisten Markus und Lukas.
Das Turmuhrwerk von Wilhelm Kühn aus Gräfenroda von 1929 verrichtet zuverlässig seinen Dienst.

## Orgel

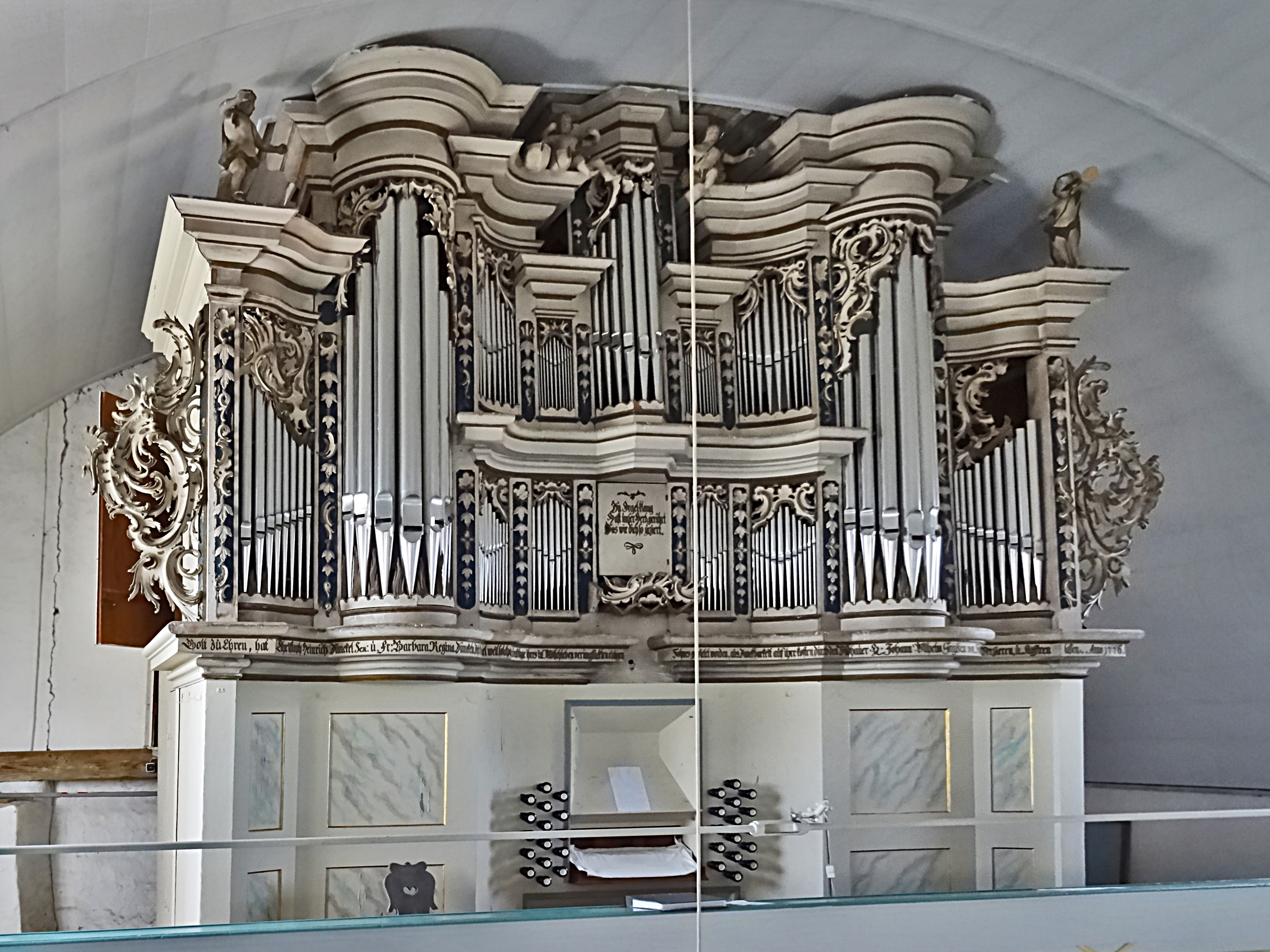
Volckland-Orgel

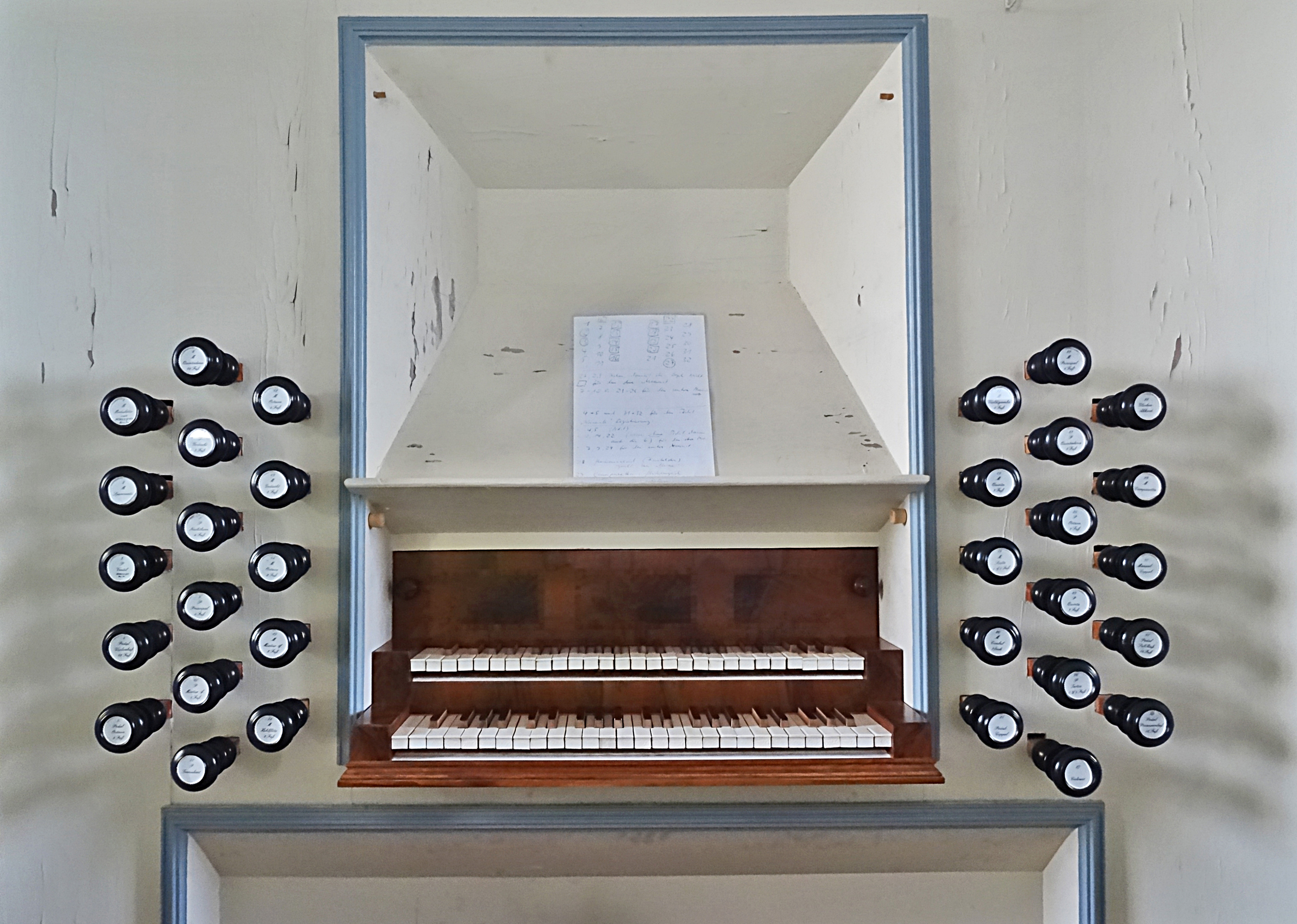
Spieltisch

Die Orgel ist ein Werk von Franciscus Volckland aus dem Jahr 1767 mit 24 Registern auf zwei Manualen und Pedal. Die Prospektpfeifen mussten 1917 für Kriegszwecke abgeliefert werden. Nach 1950 erfolgte ein Umbau der Orgel mit Änderungen der Disposition. In den Jahren 1994–1996 wurde eine Restaurierung der Orgel auf den Originalzustand durchgeführt. Die Disposition lautet:
| I Positiv CD–c3 |        |  |
| Gedackt         | 8′     |  |
| Quintadena      | 8′     |  |
| Principal       | 4′     |  |
| Nachthorn       | 4′     |  |
| Quinta          | 3′     |  |
| Octava          | 2′     |  |
| Tertia          | 1 3⁄5′ |  |
| Mixtur IV       |        |  |
| Tremulant       |        |  |

| II Hauptwerk CD–c3 |        |  |
| Quintadena         | 16′    |  |
| Principal          | 8′     |  |
| Violdigamba        | 8′     |  |
| Gedackt            | 8′     |  |
| Hohlflöte          | 8′     |  |
| Octava             | 4′     |  |
| Quinta             | 3′     |  |
| Octava             | 2′     |  |
| Sexta I            | 1 3⁄5′ |  |
| Mixtur VI          |        |  |
| Cimbel IV          |        |  |
| Campanetta         | (e-c3) |  |

| Pedal CD–c1  |     |  |
| Principal    | 16′ |  |
| Subbaß       | 16′ |  |
| Octava       | 8′  |  |
| Posaunen Baß | 16′ |  |

- Koppeln: Hauptwerk/Positiv, Pedal/Hauptwerk, Pedal/Positiv
- Nebenregister und Spielhilfen: Modulatio Manual (Kanaltremulant), Calcantenwecker, Ventil Hauptwerk, Ventil Positiv